# Ramseur
Ramseur è un comune degli Stati Uniti d'America, situato in Carolina del Nord, nella contea di Randolph.

## Origine del nome
Ramseur è stata chiamata in tal modo in onore di Stephen Dodson Ramseur, il maggiore generale confederato più giovane della guerra civile.